# Bundesverband der Verwaltungsschulen und Studieninstitute
Der Bundesverband der Verwaltungsschulen und Studieninstitute (BVSI) ist eine Arbeitsgemeinschaft öffentlicher Bildungsinstitute, die im Auftrag eines Bundeslandes und/oder einer oder mehrerer Kommunalverwaltungen Bedienstete für Aufgaben im Bereich der Allgemeinen Verwaltung aus-, weiter- und fortbilden. Kernaufgaben der dem BVSI angehörenden Bildungsinstitute ist die Berufsausbildung zum Verwaltungsfachangestellten und die Aufstiegsfortbildung zum Verwaltungsfachwirt sowie die Abschlüsse nach Tarifrecht Angestelltenlehrgang I und II.
Die Ursprünge des BVSI reichen in das Jahr 1963 zurück.

## Organe
Den Vorsitz bekleidet seit September 2005 Gesine Wilke, Geschäftsführerin des Sächsischen kommunalen Studieninstituts Dresden.
Mehrfach im Jahr tagt der Arbeitskreis Zukunft der Ausbildung, der über Fachthemen berät und Konzepte und Projektideen für eine jährlich stattfindende Bundesversammlung vorbereitet.

## Aufgaben
- Gremium für den informellen Austausch von Erfahrungen
- Beauftragung von Umfragen bei den Verwaltungsschulen und Studieninstituten zur Erfassung und Dokumentation von aktuellen Ist-Zuständen
- Erarbeitung bundesweiter Standards mit dem Ziel einer gleichbleibenden Qualität der modernen Aus- und Fortbildung
- Ansprechpartner unter anderem für Spitzenverbände auf Bundes- und Landesebene[1]